# مطار جوري عيل
مطار جوري عيل (بالصومالية: Gegada Diyaaradah Guriceel)‏ هو مطار يخدم مدينة جوري عيل بمحافظة جلجدود بوسط الصومال.

## شركات الطيران والوجهات
| شركـات طيـران | الوجهات |
| ------------- | ------- |
| جوبا للطيران  | مقديشو  |